# Bárbara Koboldt
Bárbara Koboldt (Porto Alegre, 5 de setembro de 1975) é uma repórter e ex-modelo brasileira.

## Biografia
Nasceu em Porto Alegre, onde morou até aos 22 anos. Aos 8 anos, foi convidada a participar de um comercial das Lojas Pernambucanas. Aos 12, a compor o pôster de uma loja e a partir daí não parou mais. Na adolescência, fugiu de casa e foi mãe de seu primeiro filho aos 16 anos. No começo de sua carreira como modelo enfrentou muitas dificuldades por não atender às exigências do mundo da moda. Apesar disso, foi para São Paulo, na esperança de ser contratada por uma agência de modelos. Durante 10 anos estrelou comerciais que usavam sua imagem em close e ao tentar a sorte na cidade, só conseguiu posar para editoriais de moda. Tempos depois, Bárbara decidiu fazer um novo book com um fotógrafo gaúcho, amigo seu. A esposa dele, que trabalhava na agência Elite Model, gostou das fotos, e Bárbara foi convidada a trabalhar na empresa.
Bárbara fez algumas participações especiais em telenovelas da Rede Globo: Anjo Mau (1997) e em Um Anjo Caiu do Céu (2001). Na Rede Record fez uma participação especial na telenovela Roda da Vida (2001). No SBT participou, pela primeira vez, do elenco fixo de uma telenovela, interpretando Andreia em Pícara Sonhadora (2001). Em maio de 2003 posou para as revistas Vip e Trip, e em setembro do mesmo ano estrelou na capa da revista Sexy. Foi também a garota propaganda da Schincariol e ficou famosa como a garçonete do bar da praia. Fez ainda comerciais para Chilli Beans, Bradesco, Diet Shake, Motos Kasinsky, entre outros.
De 2004 a 2009 foi repórter do programa A Noite É Uma Criança, como a repórter "Super-Poderosa". Em 2008 apresentou o Teleton com Ney Gonçalves Dias e Scheila Carvalho. Bárbara ainda participou da primeira edição do reality show A Fazenda em 2009, mas desistiu da competição no início da segunda semana. Em fevereiro de 2010, estrelou mais uma vez na capa da revista Sexy. Ainda em 2010, Bárbara, ao lado de Fernando Muylaert, começou à comandar o quadro Vale-Night no programa Eliana. Em 2011 participou do clip de sucesso do DJ brasileiro Tiko's Groove da música "I Don't Know What to Do".
De 2014 até 2016, foi a repórter do programa Okay Pessoal!!!, apresentado por Otávio Mesquita e exibida nas madrugadas pelo SBT.
Bárbara Koboldt tem dois filhos, Klaus e Luiza.

## Filmografia
| Ano     | Título                | Personagem                | Nota                    |
| ------- | --------------------- | ------------------------- | ----------------------- |
| 1997    | Anjo Mau              | Espírito                  | Episódio: "12 de julho" |
| 2001    | Um Anjo Caiu do Céu   | Amiga de Angelina         | Episódio: "27 de março" |
| 2001    | Roda da Vida          | Enfermeira                | Episódio: "30 de maio"  |
| 2001    | Pícara Sonhadora      | Andreia                   | Episódio: "30 de julho" |
| 2004–10 | A Noite é uma Criança | Repórter                  |                         |
| 2009    | A Fazenda             | Participante (desistente) | Temporada 1             |
| 2010    | Eliana                | Repórter                  |                         |
| 2011–13 | Programa do Ratinho   | Repórter                  |                         |
| 2014–16 | Okay Pessoal!!!       | Repórter                  |                         |